# Слуњ
Слуњ је град у Хрватској, у Карловачкој жупанији. Према резултатима пописа из 2011. у граду је живело 5.076 становника, а у самом насељу је живело 1.674 становника.
Слуњ се налази на Кордуну, на обалама ријека Слуњчице и Коране. Кроз њега пролази главни магистрални пут која води према Плитвичким језерима и средњем и јужном Јадрану.

## Историја
Слуњ се први пута спомиње у 12. стољећу, а о бурним прошлим временима свједоче и данас зидине Старог франкопанског града саграђеног на каменој узвисини изнад ријеке Слуњчице. Стари град историјско је средиште феудалног властелинства кнезова Крчких-Франкопана, а први пут се спомиње у 15. стољећу. Под његовом заштитом развија се насеље и оснује фрањевачки самостан на другој обали Слуњчице. Током 16. стољећа насеље пропада у турским ратовима, а феудални град се претвара у граничну одбрамбену тврђаву. Овде је била битка код Слуња (1584). Поткрај 17. стољећа насеље се обнавља и развија у данашњи град Слуњ.
Занимљиво је раздобље Слуња за вријеме краткотрајне француске владавине од 1809. до 1813. године који је тада био најисточнији гранични дио Наполеоновог царства. Иако су Наполеонови походи имали освајачки карактер они су уједно доприносили ширењу нових напреднијих идеја које су утицале на привредни и друштвени развој овог подручја. У то вријеме градили су се путеви, мостови преко ријека те житни магазини потребни за војне сврхе. Као свједок тог времена и данас штрче зидине Наполеоновог магазина.

## Срби у Слуњу
Градња православне капеле у Слуњу кренула је марта 1896. године позивом да се дају прилози који су послали председник црквене општине Петар Грба и перовођа Б. Добросављевић. Апел је имао успеха па се нижу бројни приложници. Године 1901. завршена је градња српске православне цркве у Слуњу; предстојала је опскрба ентеријера. Срби православци са свих страна слали су новчане прилоге или сами даровали црквене утвари и сасуди. Храм је освећен на Св. Илију 1904. године, од стране владике Михајла. Жандармерија у саставу од 14 наоружаних људи је током свечаности злостављала поједине виђеније Србе, попут породице Николе Кукића. Стојан Новаковић, пензионисани краљевски котарски акцесиста, који је у 74. години живота 1908. године преминуо у Слуњу, био је један од Срба који је веома допринијео напретку тог мјеста. Рођен је у селу Глини, а његовим трудом саграђена је у Слуњу православна црква и основана српска штедионица као задруга. Био је годинама начелник у Слуњу а сахрањен је у Слушници крај Слуња.
Између два рата у Слуњу је основна школа била осморазредна 1928. године. Радила је и мешовита осморазредна Грађанска школа још од 1876. године.
Током Другог светског рата хиљаде Срба је убијено у општини Слуњ и тиме је промењена демографска структура. Већински српска општина постала је већински хрватска. У слуњском срезу порушене су цркве у Вељуну и Примишљу.
У Слуњу је сједиште истоимене парохије Српске православне цркве. Парохија Слуњ припада Архијерејском намјесништву карловачком у саставу Епархије Горњокарловачке. У Слуњу се налази храм Српске православне цркве Светог Архангела Михаила, непозната година изградње, срушен у Другом свјетском рату, а обновљен 1967. године. Парохију сачињавају: Слуњ, Зечев Варош, Миљевац, Татар Варош, Кремен и Табориште.
Слуњ се од јесени 1991. до августа 1995. налазио у Републици Српској Крајини.

## Становништво

### Попис 2011.
- Хрвати — 4.463 (87,9%)
- Срби — 534 (10,5%)

### Попис 2001.
- Хрвати — 5.305 (87,0%)
- Срби — 575 (9,4%)

### Попис 1991.
- општина Слуњ

укупно: 18.962
- Хрвати — 12.091 (63,76%)
- Срби — 5.540 (29,21%)
- Муслимани — 509 (2,68%)
- остали — 822 (4,33%)

### Слуњ (насељено место), попис 1991.
На попису становништва 1991. године, насељено место Слуњ је имало 2.026 становника, следећег националног састава:
| Попис 1991.‍   | Попис 1991.‍  | Попис 1991.‍ | Попис 1991.‍ | Попис 1991.‍ |
| ------------- | ------------ | ----------- | ----------- | ----------- |
|               |              |             |             |             |
| Хрвати        | Хрвати       |             | 1.149       | 56,71%      |
| Срби          | Срби         |             | 582         | 28,72%      |
| Југословени   | Југословени  |             | 105         | 5,18%       |
| Муслимани     | Муслимани    |             | 15          | 0,74%       |
| Црногорци     | Црногорци    |             | 7           | 0,34%       |
| Албанци       | Албанци      |             | 3           | 0,14%       |
| Мађари        | Мађари       |             | 2           | 0,09%       |
| Бугари        | Бугари       |             | 1           | 0,04%       |
| Македонци     | Македонци    |             | 1           | 0,04%       |
| Словенци      | Словенци     |             | 1           | 0,04%       |
| Чеси          | Чеси         |             | 1           | 0,04%       |
| остали        | остали       |             | 4           | 0,19%       |
| неопредељени  | неопредељени |             | 119         | 5,87%       |
| регион. опр.  | регион. опр. |             | 1           | 0,04%       |
| непознато     | непознато    |             | 35          | 1,72%       |
| укупно: 2.026 |              |             |             |             |

### Попис — Слуњски дистрикт 1910.
укупно: 46.360
- Срби — 24.652 (53,2%)
- Хрвати — 21.655 (46,7%)

## Насељена места општине Слуњ, попис 1991.
Општина Слуњ
- површина: 802
- бр. становника: 18.962
- бр. насељених места: 54

Батнога (481), Боговоља (372), Броћанац (175), Буковац Перјасички (26), Вељун (463), Глиница (123), Гнојнице (239), Гојковац (184), Горња Височка (28), Горња Мочила (39), Горње Примишље (418), Горњи Кремен (800), Горњи Лађевац (561), Горњи Поповац (453), Грабовац Дрежнички (209), Доња Височка (29), Доње Примишље (183), Доњи Лађевац (445), Доњи Никшић (920), Доњи Полој (32), Доњи Фурјан (470), Дрежник Град (830), Ђурин Поток (174), Загорје (72), Збјег Мочилски (0), Језеро II (део) (0), Кланац Перјасички (50), Комесарац (308), Кордунски Љесковац (316), Корита Раковичка (87), Крушковача (419), Кузма Перјасичка (42), Липовача Дрежничка (267), Маљевац (388), Машвина (191), Нова Кршља (251), Подмелница (1.128), Понор (159), Раковица (1.012), Рушевица (298), Садиловац (82), Селиште Дрежничко (649), Слуњ (2.026), Татар Варош (262), Тоболић (0), Точак (147), Тржић Примишљански (69), Хрватски Благај (128), Цвијановић Брдо (311), Цвитовић (929), Цетин Град (910), Цетински Варош (441), Црно Врело (137) и Шљивњак (229).

## Насељена мјеста
Насељена мјеста која припадају граду Слуњу:
| - Араповац - Бандино Село - Благај - Буковац Перјасички - Вељун - Вељунска Глина - Вељунски Понорац - Видекић Село - Глинско Врело - Горња Височка | - Горња Глина - Горње Примишље - Горње Табориште - Горњи Кремен - Горњи Лађевац - Горњи Никшић - Горњи Поповац - Горњи Фурјан - Горњи Церовац - Гробник | - Доња Височка - Доња Глина - Доње Примишље - Доње Табориште - Доњи Кремен - Доњи Лађевац - Доњи Никшић - Доњи Полој - Доњи Поповац - Доњи Фурјан | - Доњи Церовац - Дубраве - Запољак - Зечев Варош - Јаме - Кланац Перјасички - Коса - Косијер Село - Кузма Перјасичка - Кутања | - Лађевачко Селиште - Лаповац - Лумбарденик - Мали Вуковић - Мариндолско Брдо - Миљевац - Мјесто Примишље - Ново Село - Павловац - Подмелница | - Поље - Рабиња - Растоке - Салопек Луке - Саставак - Слуњчица - Снос - Спаредњак - Стојмерић | - Точак - Тржић Примишљански - Цвијановић Брдо - Цвитовић - Црно Врело - Чамеровац - Шљивњак |

## Познате личности
- Милан Нералић